# Paweł Krupa
Paweł Krupa (ur. 24 października 1989 w Szczecinie) – polski piłkarz ręczny, lewy rozgrywający, od 2007 zawodnik Pogoni Szczecin.

## Kariera sportowa
Wychowanek Kusego Szczecin.
W 2007 został zawodnikiem nowo utworzonej Pogoni Szczecin. Z klubem tym występował w II lidze (2007/2008, 2009/2010), I lidze (2008/2009, 2010–2012) oraz w Superlidze (od 2012). W sezonie 2008/2009, w którym rozegrał 20 meczów i zdobył 141 goli, zajął 3. miejsce w klasyfikacji najlepszych strzelców I ligi. W sezonie 2010/2011, w którym wystąpił w 22 spotkaniach i rzucił 123 bramki, uplasował się na 5. pozycji wśród najlepszych strzelców I ligi.
W Superlidze zadebiutował 9 września 2012 w przegranym meczu z Chrobrym Głogów (22:28), a pierwsze cztery bramki rzucił 29 września 2012 w spotkaniu z AZS-em Czuwajem Przemyśl (43:22). Debiutancki sezon 2012/2013 w najwyższej klasie rozgrywkowej zakończył z 25 meczami i 40 golami na koncie. Przez kolejne trzy sezony (2013–2016) rozegrał w Superlidze 69 spotkań i rzucił 193 bramki. W sezonie 2016/2017, w którym wystąpił w 28 meczach i zdobył 111 goli, był obok Kiryła Kniazieua najlepszym strzelcem Pogoni. W sezonie 2017/2018, w którym rozegrał 29 spotkań i rzucił 114 bramek, ponownie był najlepszym strzelcem szczecińskiej drużyny. W sezonie 2018/2019, w którym wystąpił w 35 spotkaniach i zdobył 145 goli, zajął 9. miejsce w klasyfikacji najlepszych strzelców Superligi.
Będąc graczem Pogoni Szczecin, wystąpił też w sezonie 2015/2016 w dwóch meczach Pucharu EHF z węgierskim Csurgói KK, w których zdobył sześć goli.
Występował w reprezentacji Polski B, uczestnicząc w jej barwach w turniejach towarzyskich.
W reprezentacji Polski zadebiutował 13 czerwca 2018 w meczu towarzyskim z Hiszpanią (30:31), w którym rzucił jedną bramkę. W eliminacjach do mistrzostw Europy 2020 rozegrał dwa spotkania i zdobył jednego gola (24 października 2018 w wygranym meczu z Kosowem).

## Osiągnięcia
Pogoń Szczecin
- 4. miejsce w Superlidze: 2014/2015

Indywidualne
- 3. miejsce w klasyfikacji najlepszych strzelców I ligi: 2008/2009 (141 bramek; Pogoń Szczecin)[3]
- 5. miejsce w klasyfikacji najlepszych strzelców I ligi: 2010/2011 (123 bramki; Pogoń Szczecin)[4]

## Statystyki w Superlidze
| Pogoń Szczecin                  | 2012/2013 | Superliga | 25  | 40  | 1,6 |
| Pogoń Szczecin                  | 2013/2014 | Superliga | 24  | 44  | 1,8 |
| Pogoń Szczecin                  | 2014/2015 | Superliga | 31  | 91  | 2,9 |
| Pogoń Szczecin                  | 2015/2016 | Superliga | 14  | 58  | 4,1 |
| Pogoń Szczecin                  | 2016/2017 | Superliga | 28  | 111 | 4   |
| Pogoń Szczecin                  | 2017/2018 | Superliga | 29  | 114 | 3,9 |
| Pogoń Szczecin                  | 2018/2019 | Superliga | 35  | 145 | 4,1 |
| Pogoń Szczecin                  | Razem     | Razem     | 186 | 603 | 3,2 |
| Stan na koniec sezonu 2018/2019 |           |           |     |     |     |